# آستان قدس علوی
آستان مقدس علوی (به عربی: العتبة العلویة المقدسة)، سازمانی غیردولتی در شهر نجف است که سرپرستی و سامان‌گری حرم و موقوفات علی بن ابی‌طالب (امام اول شیعیان) را بر عهده دارد. سید عیسی الخرسان تولیت فعلی آستان است.
نخستین کسی که متصدی ریاست و تولیت آستان مقدس علوی شد سید رضا رفیعی هزارجریبی نامور به کلیددار نجف بود که پدرش محمد رفیع‌الدین هزارجریبی (سر سلسلهٔ سادات رفیعی نجف) در زمان صفویان از مازندران به عراق کوچ کرده بود.
در تاریخ نجف کلیدداری سید رضا را نیابت از شیخ محمد پسر کاشف‌الغطا نوشته و می‌نویسد در سال ۱۱۶۸ سید رضا رفیعی به نیابت از شیخ محمد بن کاشف‌الغطا کلیددار نجف شد.

## بن‌مایه
1. ↑  «ابقای تولیت آستان مقدس علوی». پایگاه رسمی آستان مقدس علوی.

- شجره الامجاد فی تاریخ میر عماد - حسین بنافتی